# Oribe Peralta
Oribe Peralta Morones (* 12. Januar 1984 in Torreón, Mexiko) ist ein ehemaliger mexikanischer Fußballspieler, zuletzt bei Deportivo Guadalajara unter Vertrag stand. Von 2005 bis 2018 spielte er für die mexikanische Nationalmannschaft. Er nahm zudem mit der Olympiamannschaft an den Olympischen Spielen 2012 und 2016 teil, wobei er 2012 die Goldmedaille gewann.

## Karriere

### Verein
Peralta erhielt seinen ersten Profivertrag beim CA Monarcas Morelia, für den er am 22. Februar 2003 sein Debüt in der mexikanischen Primera División feiern durfte, als er vier Minuten vor Spielende gegen den Erzrivalen América (1:2) eingewechselt wurde. Sein zweiter und letzter Einsatz in der Clausura 2003 fand im darauffolgenden Heimspiel gegen Cruz Azul statt, bei dem Peralta 14 Minuten vor Abpfiff eingewechselt wurde und seine erste gelbe Karte in der höchsten Spielklasse erhielt.
In der darauffolgenden Saison wurde Peralta an den Zweitligisten León ausgeliehen, bevor er von Trainer Miguel Herrera zu Beginn der Apertura 2004 zum CF Monterrey geholt wurde, für den er mit Ausnahme des Saisoneröffnungsspiels gegen Veracruz in allen 22 Saisonspielen (einschließlich der Liguillas) zum Einsatz kam, wenngleich er nur sechs Spiele über die volle Distanz bestritt. Peralta dankte Herrera das in ihn gesetzte Vertrauen mit fünf Saisontoren, wovon ihm das erste am 28. August 2004 zum 2:0 in der 79. Minute gegen den Hauptstadtverein Cruz Azul (Endstand 3:0) gelungen war. Am Ende seiner ersten Spielzeit, in der Peralta als Stammspieler bzw. Joker fungiert hatte, stand (nach der 1:2- und 0:1-Finalniederlage gegen die von der Nationallegende Hugo Sánchez trainierten UNAM Pumas) die Vizemeisterschaft.
Zu Beginn der Apertura 2006 wurde er von seinem „Heimatverein“ Santos Laguna verpflichtet, mit dem er zweimal die Meisterschaft gewann. Während er beim ersten Triumph in der Clausura 2008 nicht über die Rolle eines Jokers hinaus kam und kein einziges Spiel über die volle Distanz bestritten hatte, gehörte er vier Jahre später beim Titelgewinn in der Clausura 2012 zum unverzichtbaren Stammspieler seiner Mannschaft und erzielte in dieser Halbsaison insgesamt 15 Tore, so viele wie noch nie zuvor in seiner Laufbahn. Mit insgesamt sechs Treffern, die ihm allein in den sechs Spielen der Meisterschaftsendrunde gelangen, schoss er seine Mannschaft de facto „allein“ zum Titel. So setzten die Guerreros sich im Halbfinale denkbar knapp mit 1:1 und 2:2 gegen die Tigres durch, wobei Peralta im Rückspiel beide Treffer erzielte. Auch in den Finalspielen gegen den nordmexikanischen Rivalen und seinen Exverein CF Monterrey erzielte Peralta in beiden Spielen (1:1 und 2:1) jeweils ein Tor und war somit ein wichtiger Garant für diesen Erfolg.
Zur Saison 2019/20 wechselte er zum Rivalen Deportivo Guadalajara, was von Fans beider Vereine kritisch bewertet wurde.

### Nationalmannschaft
Am 9. März 2005 machte er beim 1:1 gegen Argentinien sein erstes Länderspiel für die A-Nationalmannschaft, als er in der 85. Minute eingewechselt wurde. Nach einem weiteren Spiel im April 2005 gegen Polen musste er sechs Jahre warten, bis er am 4. Juli 2011 bei der Copa América 2011 in Argentinien zu weiteren Einsätzen kam. Er wurde in allen drei Spielen eingesetzt, Mexiko schied aber nach der Vorrunde aus. Am 10. August 2011 erzielte er beim 1:1 gegen die USA sein erstes Länderspieltor.
Im Sommer 2012 nahm er als einer von drei älteren Spielern mit der Olympiamannschaft an den Olympischen Spielen in London teil, bei denen Mexiko zum ersten Mal die Goldmedaille gewinnen konnte. Er wurde in allen sechs Spielen eingesetzt. Im Finale gegen Brasilien erzielte er nach 29 Sekunden das 1:0. Dies war bis Neymars Treffer im Halbfinale gegen Honduras bei den Olympischen Spielen 2016 das schnellste Tor in einem olympischen Fußballturnier. In der 68. Minute wurde ein weiterer Treffer wegen Abseits nicht anerkannt. In der 75. konnte er dagegen nach einer Freistoßvorlage das 2:0 erzielen. Dieses Tor widmete er seinem Mitspieler Giovani dos Santos, der aufgrund einer im Halbfinale erlittenen Verletzung nicht mitspielen konnte. Für Mexiko war dies die einzige Goldmedaille in London. Insgesamt erzielte er vier Tore beim Turnier und wurde damit drittbester Torschütze. Er ist damit zudem der beste mexikanische Torschütze bei Olympischen Spielen.
Am 20. November 2013 erzielte Peralta beim 4:2-Sieg im WM-Qualifikationsspiel gegen Neuseeland einen lupenreinen Hattrick zum 3:0-Halbzeitstand. 2014 und 2018 nahm er mit Mexiko an den Fußballweltmeisterschaften teil, scheiterte jedoch jeweils im Achtelfinale. Bei der WM 2014 erzielte er den 1:0-Siegtreffer gegen Kamerun.
2016 nahm er mit der Nationalmannschaft an der Copa América Centenario 2016 teil, wo er in zwei Gruppenspielen eingesetzt wurde. Im Viertelfinale mussten sich die Mexikaner ohne ihn mit 0:7 Titelverteidiger Chile geschlagen geben.
Bei den Olympischen Spielen in Rio de Janeiro kam er in den Spielen gegen Fidschi (5:1) und Deutschland (2:2), in dem er das erste Tor erzielte, zum Einsatz. Die Mexikaner konnten ihren Titel aber nicht verteidigen, da sie bereits nach den Gruppenspielen ausschieden.
Vor der WM 2018 hatte er erklärt nach der WM seine Nationalmannschaftskarriere zu beenden.

## Erfolge

### Verein
- Mexikanischer Meister: Clausura 2008, Clausura 2012, 2014/15
- CONCACAF Champions League: 2014/15, 2015/16[8]
  - Torschützenkönig der CONCACAF Champions League: 2011/12, 2014/15

### Nationalmannschaft
- CONCACAF Gold Cup: 2015
- 4. Platz beim FIFA-Konföderationen-Pokal 2017
- Sieger der Panamerikanischen Spiele 2011
- Goldmedaille bei den Olympischen Spielen in London 2012